# RoboCop 3
RoboCop 3 (prt: RoboCop 3 - Fora da Lei, ou RoboCop 3 - O Fora da Lei, ou RoboCop 3, Fora da Lei; bra: RoboCop 3) é um filme estadunidense de 1993, dos gêneros ficção científica, drama, ação e policial, dirigido por Fred Dekker. O roteiro foi escrito por Dekker e pelo aclamado autor de quadrinhos Frank Miller, baseado nos personagens criados por Edward Neumeier e Michael Miner.
Sendo a terceira e última parte da trilogia original, o filme teve uma produção notoriamente conturbada, marcada pela saída do ator principal, um roteiro drasticamente alterado, a falência da distribuidora Orion Pictures e um longo atraso em seu lançamento. Ao contrário de seus predecessores, que foram aclamados pela sua violência gráfica e sátira social afiada, RoboCop 3 adotou um tom mais leve com uma classificação indicativa PG-13, visando um público mais familiar. Essa mudança, juntamente com outros fatores, resultou em um fracasso crítico e comercial, arrecadando apenas US$ 10,7 milhões contra um orçamento de US$ 22 milhões, e é amplamente considerado o filme que encerrou a continuidade original da franquia.

## Sinopse
Em uma Detroit distópica e à beira da falência, a megacorporação Omni Consumer Products (OCP), agora sob o controle de um conglomerado japonês, a Kanemitsu Corporation, inicia seu plano final para a construção de Delta City. Para isso, a OCP cria uma força mercenária brutal, os "Reabilitadores" (Rehabs), liderados pelo sádico Comandante Paul McDaggett, com a missão de expulsar à força os moradores do bairro de Cadillac Heights.
Os cidadãos, liderados pela ativista Bertha, formam uma resistência armada para defender seus lares. RoboCop (Alex Murphy) e sua parceira, Anne Lewis, inicialmente tentam manter a ordem, mas são confrontados com a brutalidade dos Rehabs. Quando Lewis é mortalmente ferida por McDaggett, RoboCop, desafiando sua programação da OCP, junta-se à resistência para vingar sua parceira e proteger os inocentes. Com a ajuda da Dra. Marie Lazarus e de Nikko, uma jovem gênio da computação, Murphy se torna um símbolo de rebelião contra a tirania corporativa, enfrentando não apenas os Rehabs, mas também os ninjas andróides "Otomo", enviados pela Kanemitsu para garantir que a construção de Delta City prossiga a qualquer custo.

## Elenco
- Robert John Burke como Alex Murphy / RoboCop: Burke assumiu o papel após a saída de Peter Weller. Para se preparar, ele trabalhou com Moni Yakim, o mesmo professor de mímica que ajudou Weller a desenvolver os movimentos do personagem no primeiro filme.[7]
- Nancy Allen como Anne Lewis: Allen retorna para seu último papel na franquia. Ela revelou em entrevistas que teve uma experiência ruim em RoboCop 2 e só retornou por lealdade aos fãs, trabalhando apenas 15 dias no set.
- John Castle como Comandante Paul McDaggett: O principal antagonista humano do filme, um mercenário implacável a serviço da OCP.
- Rip Torn como O CEO da OCP: Assume o papel do líder da corporação, retratado de forma mais burocrática e menos imponente que "O Velho" dos filmes anteriores.
- Mako como Kanemitsu: O enigmático líder do conglomerado japonês que adquiriu a OCP.
- Jill Hennessy como Dra. Marie Lazarus: Uma cientista da OCP que simpatiza com a causa de RoboCop e se torna uma aliada crucial da resistência.
- Remy Ryan como Nikko Halloran: Uma jovem e brilhante hacker cujos pais são mortos pelos Reabilitadores, tornando-se uma figura central na luta contra a OCP.
- C. C. H. Pounder como Bertha Washington: A líder determinada e carismática da resistência de Cadillac Heights.
- Felton Perry como Donald Johnson: Um dos poucos executivos da OCP que retorna dos filmes anteriores.
- Robert DoQui como Sargento Warren Reed: O leal sargento da polícia de Detroit, que também retorna dos filmes anteriores.

## Desenvolvimento e Pré-produção

### O roteiro de Frank Miller
Após sua conturbada experiência em RoboCop 2, onde seu roteiro foi massivamente reescrito, Frank Miller retornou para RoboCop 3. Muitas das ideias rejeitadas do filme anterior foram incorporadas ao novo roteiro, mas este foi novamente alterado de forma drástica, desta vez pelo diretor Fred Dekker. Dekker sentiu que o roteiro de Miller precisava de "mais coração e menos cinismo". A visão original de Miller, muito mais violenta e anárquica, foi suavizada para se adequar à nova direção do estúdio. A experiência foi tão frustrante para Miller que ele abandonou Hollywood por quase uma década. Muitas das ideias de seu roteiro original foram posteriormente adaptadas na série de quadrinhos Frank Miller's RoboCop, oferecendo um vislumbre de uma versão muito mais sombria da história.

### Saída de Peter Weller e a perspectiva de Nancy Allen
Peter Weller, que havia imortalizado o papel de RoboCop, optou por não retornar. O principal motivo foi um conflito de agenda com as filmagens de Naked Lunch, de David Cronenberg, um projeto pelo qual Weller era apaixonado. Robert John Burke foi escalado como substituto, enfrentando o desafio de usar um traje construído para as dimensões de Weller, tornando a experiência desconfortável.
Nancy Allen também retornou com relutância. Ela descreveu sua experiência em RoboCop 2 como "terrível" e afirmou ter feito a terceira parte apenas por um senso de "lealdade para com os fãs". Em uma entrevista, ela revelou que o diretor Fred Dekker lhe disse anos depois que matar sua personagem foi um "grande erro".

### Direção e a classificação PG-13
A direção foi entregue a Fred Dekker, conhecido por filmes cult como Night of the Creeps. Dekker foi contratado com a diretriz clara da Orion Pictures de criar um filme mais leve, com classificação PG-13. A decisão foi motivada pelo desejo de capitalizar sobre a popularidade do personagem entre as crianças, impulsionada pela série animada e pela linha de brinquedos. Dekker admitiu que essa restrição foi um grande obstáculo, descrevendo-a como "radicalmente oposta ao espírito do universo de Verhoeven" e assumiu a responsabilidade pelas falhas do filme.

## Produção
As filmagens de RoboCop 3 ocorreram principalmente em Atlanta, Geórgia, entre fevereiro e maio de 1991.[carece de fontes?] Muitas das locações eram estruturas programadas para demolição para as Jogos Olímpicos de Verão de 1996, o que conferiu ao filme uma autêntica sensação de decadência urbana. O filme foi um dos primeiros a usar a tecnologia de morphing digital em múltiplas cenas.[carece de fontes?] No entanto, a maior parte dos efeitos, como o voo do jetpack e os andróides ninjas Otomo, dependia de métodos práticos como trabalho de arame, miniaturas e stop-motion, supervisionados por Phil Tippett.

## Pós-produção e lançamento conturbado
A pós-produção foi severamente impactada pela crise financeira da Orion Pictures. O estúdio declarou falência em 1991, o que resultou no arquivamento do filme por quase dois anos. Originalmente previsto para 1992, o filme só chegou aos cinemas norte-americanos em 5 de novembro de 1993. Durante esse hiato, o filme foi lançado em mercados estrangeiros, levando a uma situação onde cópias piratas em VHS e o videogame oficial, que revelava a trama, estavam disponíveis nos EUA antes da estreia oficial. A Orion tentou justificar o atraso como uma decisão estratégica para evitar a competição de verão, uma afirmação que contradizia sua precária situação financeira.

## Música
A trilha sonora marcou o retorno do compositor Basil Poledouris, que havia criado a icônica música do primeiro filme. Sua volta foi vista como um dos pontos altos da produção. Poledouris revisitou e adaptou seus temas originais com uma abordagem que refletia o tom mais leve e heróico do filme. O tema principal de RoboCop retorna com força, mas com um contraponto orquestral mais rico. Além dos temas antigos, Poledouris introduziu novos motivos musicais para a Resistência, para a personagem Nikko e para os vilões. A trilha é notavelmente mais orquestral e menos "brutal" que a do primeiro filme e é frequentemente citada como um trabalho de alta qualidade.

## Lançamento e recepção

### Desempenho comercial
RoboCop 3 foi um fracasso de bilheteria. Com um orçamento de US$ 22 milhões, o filme arrecadou apenas US$ 10,7 milhões nos Estados Unidos, tornando-se o filme menos lucrativo da franquia.

### Resposta da crítica
A recepção crítica foi esmagadoramente negativa. O filme detém uma classificação de 6% no Rotten Tomatoes. Os críticos atacaram a mudança para um tom mais leve, a falta da violência satírica, o enredo considerado "ridículo" e a introdução de elementos como o jetpack. Roger Ebert deu ao filme 1.5 de 4 estrelas, chamando-o de "remake cansado". A Variety chamou-o de "um exercício confuso e desagradável que parece principalmente destinado a vender bonecos de ação".

## Análise temática
Enquanto os dois primeiros filmes eram sátiras sociais afiadas, RoboCop 3 abandona grande parte dessa complexidade em favor de uma narrativa de ação mais direta. A gentrificação e a rebelião são o tema central, mas a abordagem é uma simples história de "bem contra o mal". A sátira mordaz foi quase completamente removida, e a complexidade da OCP foi substituída por uma ameaça externa da corporação japonesa Kanemitsu, o que alguns críticos apontaram como um "tropo xenófobo". A classificação PG-13 resultou em uma violência higienizada, e a inclusão da personagem infantil Nikko foi vista como uma tentativa cínica de atrair o público jovem.

## Legado e outras mídias
O fracasso de RoboCop 3 efetivamente encerrou a série de filmes original. A franquia continuou em outras formas, incluindo uma série de TV de 1994, que também adotou um tom mais leve, e um reboot em 2014. O filme gerou uma linha de brinquedos da empresa Toy Island e vários videogames. A adaptação em quadrinhos do roteiro original de Frank Miller, Frank Miller's RoboCop, serve como um fascinante contraponto, mostrando uma versão muito mais sombria e alinhada com o primeiro filme.